# Paranotothenia magellanica
El doradito o pez piedra (Paranotothenia magellanica) es una especie de pez perciforme de la familia Nototheniidae oriundo el Océano Antártico y las áreas subantárticas. Mide de 15 a 40 centímetros y es pescado comercialmente. Se encuentra hasta 225 metros de profundidad.
- Datos: Q2259508
- Multimedia: Paranotothenia magellanica / Q2259508